# العهد (فلم)
العهد (بالإنجليزية: The Vow) هو فيلم دراما أُصدر في الولايات المتحدة سنة 2012. الفيلم من إخراج مايكل سوكزي، وهذا الفيلم من بطولة رايتشل مكأدامز وتشانينج تيتوم وسام نيل وجيسيكا لانج. بني الفيلم على قصة حقيقية وحقق نجاحا كبيرا في دور العرض، محققا بذلك سابع أعلى فيلم رومانسي إيرادات.

## خلفية الفيلم
الفيلم مبني على قصة حقيقية لزوجين تزوجا في تاريخ 18 سبتمبر 1993 وبعد عشرة أسابيع من زواجهما تعرضا لحادث مروري ففقدت زوجته جزءا من ذاكرتها وبعد إفاقتها من غيبوبة الحادث أصبحت ترى زوجها كأنه شخص غريب فاستمر زوجها على عهده بحبها ومساعدتها وبحسب الزوجين فإن نذور زواجهما وعهدهما أمام الله هو من أبقاهما مع بعض.

## القصة
تدور قصة الفيلم حول بيج كولينز (راشيل ماك آدمز) وزوجها ليو (تشانينج تاتوم). تفقد بيج جزءا من ذاكرتها عندما تتعرض هي وزوجها لحادث سيارة باصطدام شاحنة بسيارتهما فتنسى جميع ما يتعلق بزوجها وتنحصر ذاكرتها في مرحلة حياتها مع أهلها.
عندما تستعيد بيج وعيها تعتقد أن ليو هو طبيبها بعد أن فقدت كل ذكريات السنوات القليلة الماضية. عندما يعلم والداها الثريان، بيل وريتا ثورنتون، عن الحادثة يزورانها في المستشفى حيث تكون المرة الأولى التي يلتقيا فيها ليو، فيعبّران عن عدم رضاهما من زواج ابنتهما منه. لا تفهم بيج لماذا لم يلتقي ليو بوالديها، ولا تفهم لماذا تركت كلية القانون، ولماذا فسخت خطبتها من خطيبها السابق جيريمي. يصر والداها على أخذها إلى منزلهما، توافق بيج مفترضة أنها تزوجت ليو لمنفعة متبادلة. يسعى ليو لإيجاد دليل على سعادتهما الزوجية من خلال تشغيل رسالة صوتية تبدو فيها بيج سعيدة جدا ورومانسية. تقرر بيج العودة مع ليو إلى منزلهما على أمل أن يساعدها ذلك على استعادة ذاكرتها المفقودة.
في اليوم التالي تخرج بيج لتذكر مقهاها المعتاد ولكنها لا تذكره بعد وصولها وتفقد طريق العودة، فتتصل بوالدتها لأنها لا تذكر رقم ليو. في ذلك المساء يدعى ليو وبيج لتناول العشاء في منزل والديها حيث لا يجد ليو نفسه مرتاحاً مع عائلتها وأصدقائها، ولكنه يستمر في محاولاته لمساعدتها على استعادة ذاكرتها المفقودة. خلال لقائها بخطيبها السابق جيريمي تتبادل معه القبلات.
تقدم طبيبتها نصيحة لها بملء الفراغات في ذاكرتها بدلا من الخوف من اكتشاف ماضيها. ومع اقتراب زفاف شقيقتها غوين، تقرر بيج البقاء مع والديها حتى الزفاف. يحاول ليو خلالها أن يستعيد قصة الحب معها ويعرض عليها الفكرة فتوافق، فيسألها الخروج في موعد غرامي ويقضي ليلة معها، ولكن العلاقة تتوتر أكثر حين يحاول والد بيج إقناع ليو بطلاق ابنته، ثم يلكم ليو جيريمي حين يتحدث عن علاقته من زوجته. تعود بيج لكلية الحقوق ويوقع ليو أوراق الطلاق.
في متجر، تلتقي بيج صديقتها القديمة ديان (سارة كارتر) التي تجهل موضوع فقدان بيج لذاكرتها فتعتذر منها بسبب علاقتها السابقة مع والد بيج، وبالتالي تنبه بيج لسبب تركها عائلتها. عندما تواجه أمها بالقصة، تقول ريتا إنها قررت البقاء مع بيل لجميع الأشياء الجميلة التي فعلها بدلا من تركه لعمل واحد خطأ. تزور بيج ليو وتسأله لماذا لم يخبرها عن والدها، فيجيب أنه أراد كسب حبها بدلا من إبعادها عن والديها. في صف القانون تبدأ بيج بالرسم، فتقرر مغادرة كلية القانون وتخبر والدها أنها لا تزال مهتمة بالفن، في نهاية المطاف تعود للنحت والرسم. يعترف جيريمي أنه أنهى علاقته مع صديقته الحالية على أمل أن يعود إليها، فتجيبه أنها تحتاج إلى معرفة كيف ستكون الحياة من دونه.
في غرفتها، تجد بيج بطاقة كتبت عليها وعود زفافها بعمق. ينتهي الفيلم حين تجد بيج ليو في كافيه ذكرياتهم وتذهب معه لمحاولة إيجاد مكان جديد.

## طاقم التمثيل
- رايتشل مكأدامز (بدور: بيج كولينز)
- تشانينج تيتوم (بدور: ليو كولينز)
- سام نيل (بدور: بيل ثورنتون (والد بيج))

## الميزانية والإيرادات
بلغت تكلفة إنتاج الفيلم حوالي 30 مليون دولار بينما حقق أرباحا تقدر بـ 196,114,570 دولار.

## وصلات خارجية
- مقالات تستعمل روابط فنية بلا صلة مع ويكي بيانات

1. ↑  "The Vow". Complete Season DVDs. مؤرشف من الأصل في 2016-06-26. اطلع عليه بتاريخ 2012-05-07.
2. ↑  Berardinelli، James (9 فبراير 2012). "The Vow". ReelViews. مؤرشف من الأصل في 2013-07-22. اطلع عليه بتاريخ 2012-02-10.
3. ↑  "Jessica Lange and Sam Neill Join The Vow". HollywoodTrailers.net. Retrieved 2010-11-03. نسخة محفوظة 14 فبراير 2015 على موقع واي باك مشين.